# Gouvernement Fernández Vara I
Pour les articles homonymes, voir gouvernement Fernández Vara.
 Estrémadure
Ibarra VI Monago
Le gouvernement Fernández Vara I est le gouvernement d'Estrémadure entre le 2 juillet 2007 et le 9 juillet 2011, durant la VIIe législature de l'Assemblée d'Estrémadure. Il est présidé par Guillermo Fernández Vara.

## Composition
| Fonction                                                                        | Titulaire | Titulaire                                                                      | Parti   |
| ------------------------------------------------------------------------------- | --------- | ------------------------------------------------------------------------------ | ------- |
| Président de la Junte                                                           |           | Guillermo Fernández Vara                                                       | PSOE-Ex |
| Première vice-présidente Porte-parole de la Junte                               |           | María Dolores Pallero Espadero                                                 | PSOE-Ex |
| Seconde vice-présidente Conseillère à l'Économie, au Commerce et à l'Innovation |           | María Dolores Aguilar Seco                                                     | PSOE-Ex |
| Conseiller à l'Administration publique et aux Finances                          |           | Ángel Franco Rubio                                                             | PSOE-Ex |
| Conseiller à l'Équipement                                                       |           | José Luis Quintana Álvarez (jusqu'au 10/06/2011) José Luis Navarro Ribera a.i. | PSOE-Ex |
| Conseiller à l'Industrie, à l'Énergie et à l'Environnement                      |           | José Luis Navarro Ribera                                                       | PSOE-Ex |
| Conseiller à l'Agriculture et au Développement rural                            |           | Juan María Vázquez García                                                      | PSOE-Ex |
| Conseillère à l'Égalité et à l'Emploi                                           |           | María del Pilar Lucio Carrasco                                                 | PSOE-Ex |
| Conseillère à l'Éducation                                                       |           | Eva María Pérez López                                                          | PSOE-Ex |
| Conseillère à la Santé et à la Dépendance                                       |           | María Jesús Mejuto Carril                                                      | PSOE-Ex |
| Conseillère à la Culture et au Tourisme                                         |           | Leonor Flores Rabazo (jusqu'au 28/05/2010) Manuela Holgado Flores              | PSOE-Ex |
| Conseiller à la Jeunesse et au Sport                                            |           | Carlos Javier Rodríguez Jiménez                                                | PSOE-Ex |